# The Icon

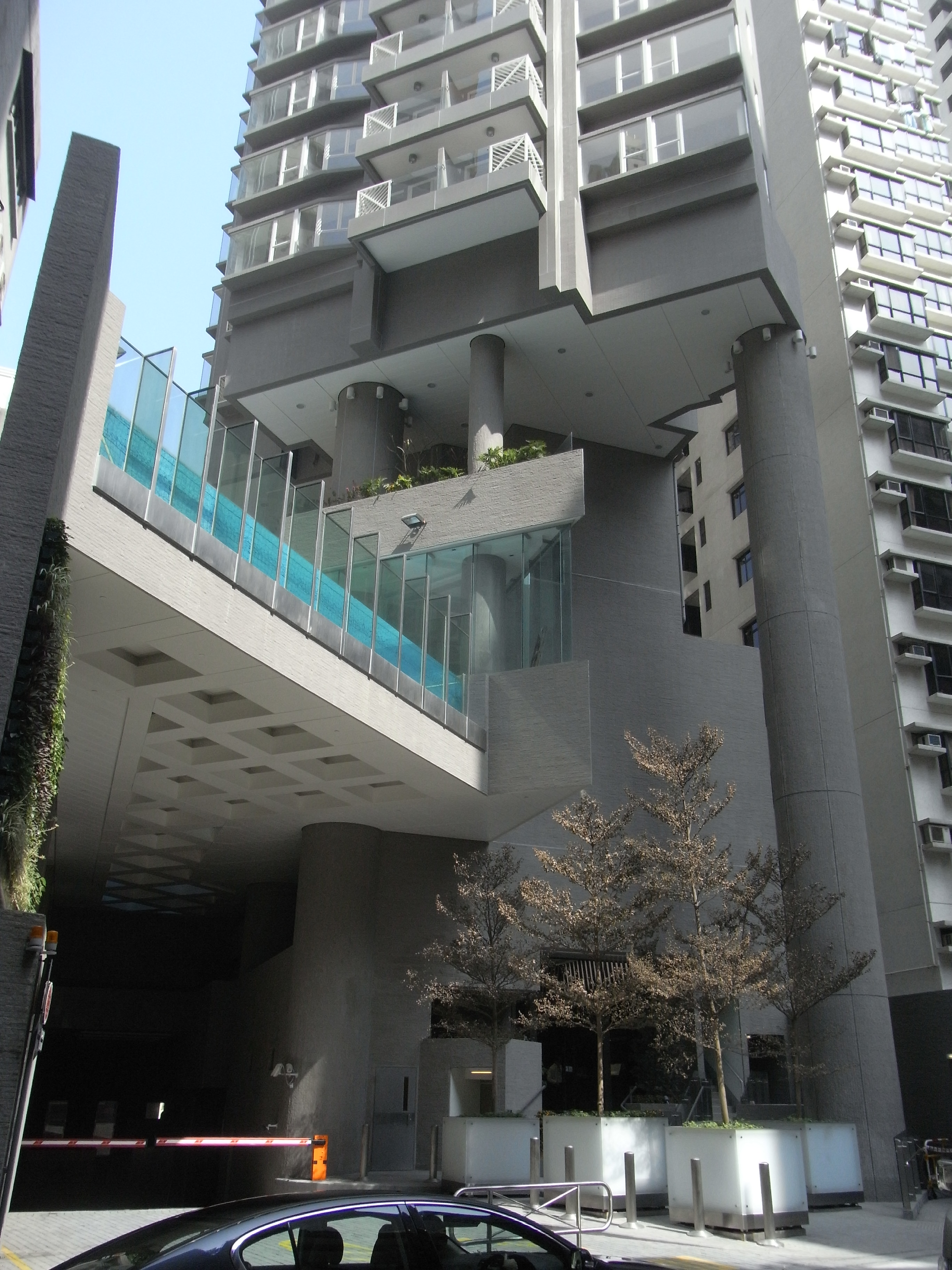
The Icon

The Icon，前身是美滿大廈（Memo Building），為香港島的單幢私人住宅大廈，發展商是榮豐國際，設68個單位，位於香港中環半山區干德道38號，2008年拆卸完畢後，於2010年11月大廈落成入伙（15年樓齡）。

## 交樓貨不對版
2010年12月尾，部份The Icon買家發現貨不對版，業主收樓時發覺單位全無裝修並佈滿雜物。宣傳單張亦不符圖則，開放式廚房被改動位置，亦被轉換成狹小並堆滿雜物兼沒有鋅盆的房間。發展商最後須破天荒以兩成溢價方式向業主回購單位。
該物業由中原地產獨家代理，有小業主向地產代理監局投訴中原誤導。到2012年10月23日，地監局就中原地產三項指控完成紀律聆訊，裁定中原地產三宗罪全部成立，全部予以譴責及合共罰款24萬2,000元。此事成為香港地產建築業監管立法的經典事件之一，凸顯有關香港地產代理及地產發展商的誠信，及香港地產建設商會自我監管的能力。

## 附近物業
- 天匯